# José Hugo Castelo Branco
José Hugo Castelo Branco GCIH (Lavras, 1926 — Brasília, 1988) foi um político brasileiro.
Foi ministro da Indústria e do Comércio no governo José Sarney, de 14 de fevereiro de 1986 a 4 de agosto de 1988.
A 26 de Novembro de 1987 foi agraciado com a Grã-Cruz da Ordem do Infante D. Henrique de Portugal.